# إدمي فيرنيكيت
إدمي فيرنيكيت (بالفرنسية: Edme Verniquet)‏، هو مهندس معماري فرنسي. ولد فيرنيكيت في يوم 10 أكتوبر 1727 بشاتيون سير-سين، وتوفي بباريس في 24 نوفمبر 1804.

## السيرة الذاتية

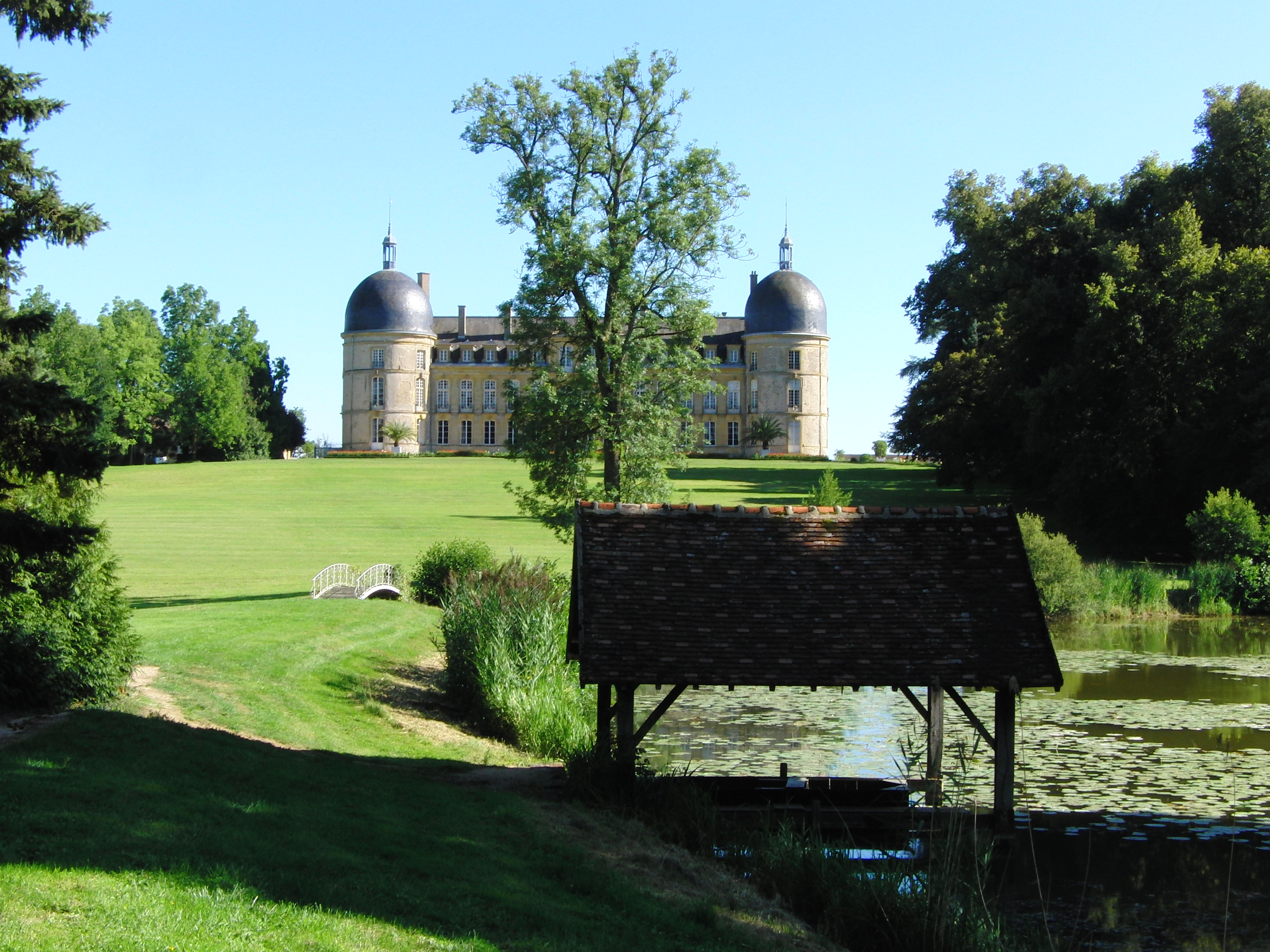
الواجهة الشمالية لقلعه ديجونين من القرن الثامن عشر، التي تعد جزء من من عمل المهندس المعماري إدمي فيرنيكيت.

ولد إدمي فيرنيكيت في 10 أكتوبر 1727 عائلة مستقرة منذ 1593 في شاتيون بـ فرانش كونته، كان والده، جيرمان فيرنيكيت (1751-1694)، يشتغل كمساح عند الملك للسيطرة على مياه وغابات شاتيون سوغ سين، والذي كان متزوجا ماري بيغوين (ولدت في 1710) ولديه ستة عشر طفلا، فكان إدمي هو الطفل الثاني لأبويه.
بعد وفاة والده، التي وقعت في سنة 1751، تزوج "ماري لامبرت" في 25 أكتوبر 1763 في بيلان سور أورس،  وغادر إلى ديجون، أين أسس في سنة 1765، مع بعض الفنانين من بينهم الرسام والنحاة الفرنسي فرانسوا ديفوسج (1811-1732)، ورشة للفن سيصبح في وقت لاحق تحت اسم "مدرسة ديجون للفنون الجميلة. من زواجه مع ماري ازداد له ثلاثة أطفال هم: مادلين، نيكولا، ومادلين.
أقام فيرنيكيت أولا في بورغندي، حيث كان له الفضل في بناء العديد من الآثار والأعمال الفنية. بعد ذلك انتقل إلى ديجون، هناك التقى بوفون الذي اتاح له فرصة العمل على تطوير الحديقة الملكية للنباتات الطبية (المعروفة حاليا باسم حديقة النباتات). مكنه نشاطه في وقت لاحق من الاستقرار بشكل مريح في مدينة باريس في سنة 1772.
نفذ إدمي فيرنيكيت بالحديقة الملكية للنباتات الطبية بناء على أمر من بوفون العديد من الأشغال. حيث قام بتوسيع المبنى الذي كان يضم مجلس الملك في سنة 1780، ثم أنشأ المتاهة وشرفة بوفون (Gloriette de Buffon) في سنة 1786 (افتتحت في سنة 1788)، بعد ذلك بدأ فيرنيكيت بناء مدرج التشريح في سنة 1787.